# Rachel Crowdy
Dame Rachel Eleanor Crowdy, née le 3 mars 1884 à Paddington (Royaume-Uni) et morte le 10 octobre 1964 à Outwood (Royaume-Uni), est une infirmière et activiste sociale britannique. Elle est la principale dirigeante du Voluntary Aid Detachment en France et en Belgique entre 1914 et 1919 et la directrice du département du trafic de l'opium et de la section des affaires sociales de la Société des Nations entre 1919 et 1931. Elle est également une membre active du Comité national britannique pour la répression de la traite des blanches.

## Biographie
Fille de James Crowdy, elle fait ses études au Hyde Park New College avant de devenir infirmière à l'hôpital Guy. Elle rencontre Katharine Furse (en) en 1911, faisant du bénévolat pour servir comme infirmière de la Croix-Rouge en cas d'invasion. Au début de la Première Guerre mondiale, Katharine Furse et Rachel Crowdy voyagent à l'étranger pour découvrir les solutions trouvées pour prendre en charge les blessés, leur enquête aboutissant à la création de maisons de repos. Rachel Crowdy est nommée à la direction du Voluntary Aid Detachment en 1914. Elle est décorée dame commandeur de l'ordre de l'Empire britannique en 1919.
Entre 1919 et 1931, elle dirige la section des affaires sociales et le département du trafic de l'opium de la Société des Nations, ce qui en fait la seule femme à diriger une section administrative de l'organisation internationale. En 1920-1921, elle accompagne la Commission internationale du typhus en Pologne au plus fort de l'épidémie d'après-guerre. Après son départ de la Société des Nations, elle est l'invitée d'honneur d'un dîner de 600 femmes à l'hotel Café Royal (en) (Londres).
En 1931, elle est membre de la délégation britannique de l'Institut des relations du Pacifique envoyée à Shanghai. Elle siège à la Commission royale sur la fabrication privée d'armements en 1935-1936, effectue un déplacement sur le terrain lors de la guerre civile espagnole en 1937 avec une commission parlementaire et siège à la Commission royale des Indes occidentales en 1938-1939. En 1939, elle épouse le colonel Cudbert John Massy Thornhill (4 octobre 1883 - 1952), un officier britannique de l'armée indienne et du service secret des renseignements (MI-6). Au cours de la Seconde Guerre mondiale, elle s'investit comme conseillère auprès du ministère de l'Information, faisant des rapports sur les dégâts causés par les bombardements sur les villes britanniques pendant la bataille d'Angleterre.

## Hommage et postérité
En 2019 à Genève l'association l'Escouade dans le cadre du projet 100elles renomme temporairement la rue des Pâquis à son nom,,,,.

## Sources
- (en) Cet article est partiellement ou en totalité issu de l’article de Wikipédia en anglais intitulé « Rachel Crowdy » (voir la liste des auteurs).